# 26. Internationale Sechstagefahrt
Die 26. Internationale Sechstagefahrt war ein Motorrad-Geländesportwettbewerb, der vom 18. bis 23. September 1951 im italienischen Varese und der Lombardei stattfand. Die Nationalmannschaft Großbritanniens gewann zum insgesamt fünfzehnten und gleichzeitig vierten Mal in Folge die World Trophy. Die Nationalmannschaft der Niederlande konnte zum dritten Mal die Silbervase gewinnen.

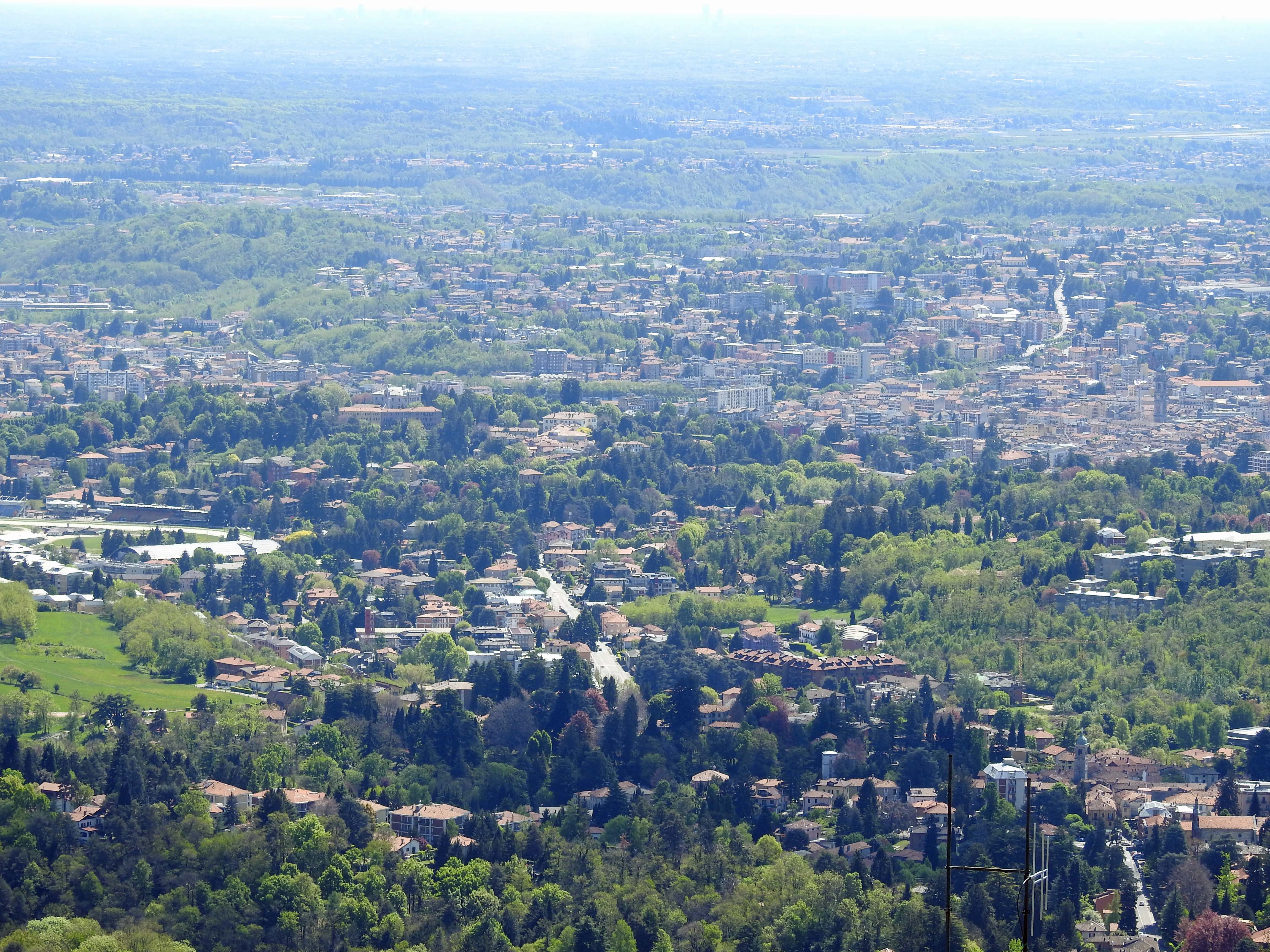
Varese, Start- und Zielort der einzelnen Etappen

## Wettkampf

### Organisation
Die Veranstaltung fand nach der 13. (1931), 14. (1933) und 23. Internationalen Sechstagefahrt (1948) zum vierten Mal in Italien statt.
Für den Wettkampf waren 227 Fahrer von zehn Motorsportverbänden der FIM gemeldet. Um die World Trophy fuhren Mannschaften aus drei Nationen. Zudem waren elf Silbervasen-, 25 Fabrik- und zehn Club-Mannschaften am Start.
Fahrer der BRD nahmen mit einer Club- sowie sieben Fabrikmannschaften teil. Österreich nahm an der World Trophy, einer Club- sowie einer Fabrikmannschaft teil. Die Schweiz nahm mit zwei Silbervasen- sowie zwei Fabrikmannschaften teil.

### 1. Tag
Von den 227 gemeldeten Fahrern nahmen 220 den Wettkampf auf.
Nach dem ersten Fahrtag waren in der World Trophy alle drei teilnehmenden Mannschaften noch ohne Strafpunkte und lagen gleichauf.
In der Silbervasenwertung hatten einzig die A-Mannschaft der Schweiz (2, was Platz 10 bedeutete) und die B-Mannschaft Italiens Strafpunkte (100, was Platz 11 bedeutete), nachdem in letzterer Angelo Troisi bereits ausgefallen war.
Bei den Clubmannschaften schied in der österreichischen Mannschaft Ö.A.M.T.C Vienna Wolf von Millenkovich aus, wodurch das Team (gleichauf mit dem spanischen R.M.C. Cataluna) auf dem 10. Platz lag. Alle übrigen Clubmannschaften waren noch ohne Strafpunkte und lagen gleichauf.
15 Fahrer schieden aus dem Wettbewerb aus.

### 2. Tag
Die World Trophy lagen die Mannschaften aus Großbritannien und Österreich strafpunktfrei gleichauf. Die italienische Mannschaft hatte mit Orlando d’Ignazio einen Fahrerausfall und belegte den 3. Platz.
In der Silbervasenwertung waren die Mannschaften der Niederlande (A und B), Großbritanniens (A und B), Schwedens (A und B) und Italiens (A) noch ohne Strafpunkte und lagen gleichauf. Die A- und B-Mannschaft der Schweiz lagen auf Platz 9 bzw. 8.
Bei den Clubmannschaften belegte der österreichischen Ö.A.M.T.C Vienna den vorerst letzten Platz. Bis auf diesen und den R.M.C. Cataluna waren die übrigen Mannschaften strafpunktfrei und lagen gleichauf.
17 Fahrer schieden aus dem Wettbewerb aus.

### 3. Tag
In der World Trophy lagen die Mannschaften aus Großbritannien und Österreich weiter strafpunktfrei gleichauf. Die italienische Mannschaft belegte den 3. Platz.
In der Silbervasenwertung waren die Mannschaften der Niederlande (B), Großbritanniens (A und B) und Schwedens (A) noch ohne Strafpunkte und lagen gleichauf. Die A- und B-Mannschaft der Schweiz lagen auf dem 7. bzw. 6. Platz.
In der Clubwertung lagen die Mannschaften S.M.K.S Stoccolma, Worchester A.C. (A), Newport - Gent M.C. und ADAC Hannover strafpunktfrei gleichauf. Der Ö.A.M.T.C Vienna belegte weiter den vorerst letzten Platz.
23 Fahrer schieden aus dem Wettbewerb aus.

### 4. Tag
Am Ende des vierten Fahrtags lagen die Mannschaften aus Großbritannien und Österreich nach wie vor strafpunktfrei gleichauf. Die italienische Mannschaft belegte den 3. Platz.
In der Silbervasenwertung waren die Mannschaften der Niederlande (A), Großbritanniens (A und B) und Schwedens (A) noch ohne Strafpunkte und lagen gleichauf. Die A- und B-Mannschaft der Schweiz lagen auf dem 7. bzw. 6. Platz. In letzterer schied Paul Zaugg aus.
In der Clubwertung lagen die Mannschaften S.M.K.S Stoccolma und Newport - Gent M.C. strafpunktfrei gleichauf, den 3. Platz belegte Worchester A.C. (A). Der ADAC Hannover lag auf dem 5., der Ö.A.M.T.C Vienna auf dem 9. Platz.
Neun Fahrer schieden aus dem Wettbewerb aus.

### 5. Tag
Die Zwischenstände nach dem fünften Fahrtag: In der World Trophy führte das strafpunktfreie Team aus Großbritannien vor Österreich (1 Strafpunkt) und Italien (520 Strafpunkte).
In der Silbervasenwertung lagen die B-Mannschaft der Niederlande und die die A-Mannschaft Großbritanniens strafpunktfrei gleichauf, auf Platz 3 folgte die A-Mannschaft Schwedens. Die A- und B-Mannschaft der Schweiz lagen auf dem 7. bzw. 6. Platz.
In der Clubwertung lagen die Mannschaften S.M.K.S Stoccolma und Newport - Gent M.C. strafpunktfrei gleichauf, den 3. Platz belegte Worchester A.C. (A). Der ADAC Hannover lag auf dem 5., der Ö.A.M.T.C Vienna lag auf dem 9. Platz.
Sechs Fahrer schieden aus dem Wettbewerb aus.

### 6. Tag

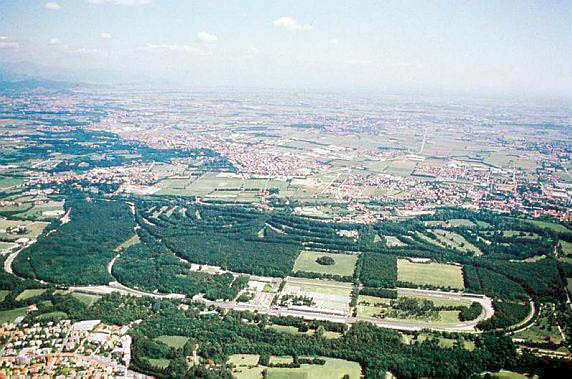
Das Abschlussrennen fand auf dem Autodromo Nazionale di Monza statt.

Am letzten Tag wurde eine Etappe sowie das Abschlussrennen (Geschwindigkeitstest) gefahren. Dieses fand auf dem Autodromo Nazionale di Monza statt. Beim Abschlussrennen musste eine je Klassen festgelegte Rundenzahl innerhalb einer Stunde erreicht werden. Der Zeitgewinn unter einer Stunde wurde in Gut-Punkte umgerechnet, für Zeitüberschreitung wurden Strafpunkte vergeben.
Vier Fahrer schieden aus dem Wettbewerb aus. Von 220 am ersten Tag gestarteten Fahrern erreichten 146 das Ziel.

## Endergebnisse

### World Trophy
| Platz | Team                   | Strafpunkte |
| ----- | ---------------------- | ----------- |
| 1.    | Vereinigtes Königreich | 0           |
| 2.    | Österreich             | 1           |
| 3.    | Italien                | 620         |

### Silbervase
| Platz | Team                                  | Strafpunkte | Gut-Punkte |
| ----- | ------------------------------------- | ----------- | ---------- |
| 1.    | Niederlande (B-Mannschaft)            | 0           | 1747       |
| 2.    | Vereinigtes Königreich (A-Mannschaft) | 0           | 1589       |
| 3.    | Schweden (A-Mannschaft)               | 2           | -          |
| 4.    | Vereinigtes Königreich (B-Mannschaft) | 14          | -          |
| 5.    | Italien (A-Mannschaft)                | 79          | -          |
| 6.    | Schweiz (A-Mannschaft)                | 217         | -          |
| 7.    | Schweiz (B-Mannschaft)                | 317         | -          |
| 8.    | Niederlande (A-Mannschaft)            | 400         | -          |
| 9.    | Schweden (B-Mannschaft)               | 437         | -          |
| 10.   | Irland                                | 500         | -          |
| 11.   | Italien (B-Mannschaft)                | 639         | -          |

### Clubmannschaften
| Platz | Team                | Strafpunkte |
| ----- | ------------------- | ----------- |
| 1.    | S.M.K.S Stoccolma   | 0           |
| 2.    | Worchester A.C. (A) | 2           |
| 3.    | Newport - Gent M.C. | 18          |
| 4.    | A.M.C.A. (A)        | 24          |
| 5.    | ADAC Hannover       | 303         |
| 6.    | Sunbeam M.C.        | 400         |
| 7.    | Veenendaal M.C.     | 406         |
| 8.    | A.M.C.A. (B)        | 448         |
| 9.    | Ö.A.M.T.C. Vienna   | 646         |
| 10.   | R.M.C. Catluna      | 776         |

### Einzelwertung
| Klasse       | Starter | Gold | Silber | Bronze | ohne Auszeichnung | Ausfall/Disqualifikation |
| ------------ | ------- | ---- | ------ | ------ | ----------------- | ------------------------ |
| 75 cm³       | 5       | 0    | 0      | 1      | 3                 | 1                        |
| 100 cm³      | 3       | 1    | 0      | 2      | 0                 | 0                        |
| 125 cm³      | 71      | 22   | 6      | 3      | 7                 | 33                       |
| 175 cm³      | 18      | 7    | 2      | 0      | 0                 | 9                        |
| 250 cm³      | 26      | 12   | 9      | 0      | 1                 | 4                        |
| 350 cm³      | 18      | 4    | 4      | 3      | 2                 | 5                        |
| 500 cm³      | 60      | 33   | 4      | 6      | 0                 | 17                       |
| 750 cm³      | 4       | 4    | 0      | 0      | 0                 | 0                        |
| 350 cm³ (b)  | 1       | 1    | 0      | 0      | 0                 | 0                        |
| 500 cm³ (b)  | 3       | 3    | 0      | 0      | 0                 | 0                        |
| 750 cm³ (b)  | 9       | 5    | 0      | 1      | 0                 | 3                        |
| 1200 cm³ (b) | 2       | 0    | 0      | 0      | 0                 | 2                        |
| Gesamt       | 220     | 92   | 25     | 16     | 13                | 74                       |